# Taller (Landas)
Taller  (en occitano Talèr) es una comuna francesa y población situada en la región de Aquitania, departamento de Landas, en el distrito de Dax y cantón de Castets, a 15 km de la localidad de Dax.

## Historia
En la localidad se celebró la conocida como batalla de Taller, un importante enfrentamiento militar medieval que enfrentó alrededor de 982 o 983 al duque Guillaume Sanche de Gascogne (925-996) a los vikingos, en el que estos fueron vencidos y expulsados definitivamente del valle del río Adour.

## Demografía
| 408 | 363 | 332 | 448 | 527 | 523 | 581 | 594 | 610 | 641 | 642 | 669 | 603 | 646 | 632 | 606 | 576 | 572 | 564 | 579 | 536 | 488 | 467 | 453 | 418 | 414 | 422 | 396 | 404 | 389 | 396 | 418 | 397 |
| Para los censos de 1962 a 1999 la población legal corresponde a la población sin duplicidades (Fuente: INSEE [Consultar]) |     |     |     |     |     |     |     |     |     |     |     |     |     |     |     |     |     |     |     |     |     |     |     |     |     |     |     |     |     |     |     |     |